# クリスティアン・ペツォールト (映画監督)
クリスティアン・ペツォールト（Christian Petzold、1960年9月14日 - ）は、ドイツの映画監督、脚本家である。

## 経歴
ドイツ西部（当時西ドイツ）ノルトライン＝ヴェストファーレン州のヒルデンで生まれ、ハーン (en) で育つ。1979年に高校を卒業した後、地元のYMCAの小さな映画館で働く。1981年からベルリン自由大学で演劇の勉強をし、1988年から6年間、ドイツ映画テレビアカデミー (DFFB) で学んだ。DFFBの教師だったHarun Farockiとの共同脚本作品も多い。
生と死の狭間を扱った『The State I Am In』、『Gespenster』、『Yella』の3本は「Gespenster三部作」と呼ばれる。
2007年、『Yella』で主演のニーナ・ホスにベルリン国際映画祭銀熊賞 (女優賞) をもたらした。2008年の『Jerichow』はヴェネツィア国際映画祭に出品された。
2012年、ニーナ・ホスと5度目のタッグを組んだ『東ベルリンから来た女』でベルリン国際映画祭銀熊賞 (監督賞) を受賞。同年のアカデミー外国語映画賞ドイツ代表にも選ばれた。

## 主な監督作品
- 治安 Die innere Sicherheit (2000)
- ヴォルフスブルク Wolfsburg (2003)
- 幻影 Gespenster (2005) - ベルリン国際映画祭上映
- イェラ Yella (2007) - ベルリン国際映画祭銀熊賞 (女優賞) 受賞（ニーナ・ホス）
- イェリヒョウ Jerichow (2008) - ヴェネツィア国際映画祭上映、ベルリン派特集（アテネフランセ文化センター、2018）で国内初上映
- 東ベルリンから来た女 Barbara (2012) - ベルリン国際映画祭銀熊賞 (監督賞) 受賞
- あの日のように抱きしめて Phoenix (2014)
- 未来を乗り換えた男 Transit (2018)
- 水を抱く女 Undine (2020)